# Oliver Campbell
Oliver Edward Michael Campbell, né le 25 février 1871 à Brooklyn et mort le 11 juillet 1953 à Campbellton, est un joueur de tennis américain.
En simple, il a remporté l'US Championship à trois reprises de 1890 à 1892. Il est resté pendant cent ans le plus jeune vainqueur, à 19 ans et 6 mois, avant Pete Sampras en 1990.
Il est le second joueur américain à participer au tournoi de Wimbledon en 1892, huit ans après James Dwight.
Il est membre du International Tennis Hall of Fame depuis sa création en 1955.

## Palmarès

### En simple
- US National Championships : vainqueur en 1890, 1891 et 1892

### En double
- US National Championships : vainqueur en 1888, 1891 et 1892 ; finaliste en 1889 et 1893